# Utyka
Utyka, Utica – starożytne miasto, największe ze znajdujących się pod kontrolą Kartaginy. Jedna z najstarszych kolonii fenickich założone około 1100 p.n.e., znajdujące się nad Morzem Śródziemnym, na wschód od Białego Przylądka. Współzawodniczyła jako osiedle kupieckie z Kartaginą. W wojnie kartagińczyków z najemnikami (238 p.n.e.) miasto opowiedziało się po stronie buntowników. Podczas trzeciej wojny punickiej Utyka uznała Kartaginę za przegraną. Żywiąc do niej starą nienawiść, stanęła po stronie zwycięskiego Rzymu i stała się stolicą prowincji Afryka.
W czasie rzymskiej wojny domowej mieszkańcy Utyki przyjęli przyjaźnie resztkę rozbitych w 46 p.n.e. sił stronnictwa pompejańskiego/republikańskiego pod dowództwem Katona Młodszego, który właśnie w Utyce popełnił w tajemnicy samobójstwo, nie widząc dalszych szans walki i odprawiwszy resztki wojska. Mieszkańcy miasta zgotowali mu wspaniały pogrzeb i postawili pomnik z mieczem w ręku na nabrzeżu.
Osiedle uzyskało biskupstwo w III wieku. Po upadku Imperium rzymskiego Utykę zdobyli Wandalowie.
Utyka została przywrócona do Bizancjum w 534 r. n.e. W 698 roku miasto zniszczyli Arabowie. Do dziś przetrwały zabytki czasów rzymskich (146 p.n.e.–476) takie jak resztki portu handlowego i wojennego, murów obronnych czy amfiteatru (na ok. 20 tys. widzów). Są tu także pozostałości teatru, term i akweduktu.
- Samobójstwo Katona w Utyce uwiecznione we wczesnym libretto Metastasia (ok. 1763) Catone in Utica o znacznej popularności upowszechniło dramat idei republiki zapewne tłumacząc popularność nazwy miasta w osiedlach (republikańskiego) Nowego Świata.
- Nazwa starożytnego miasta przetrwała do dziś w prestiżowej klasyfikacji okolicznych winnic: Côteaux d'Utique AOC, włączając Château Fériani, Côteaux de Bizerte, Côteaux de Mateur, Côteaux d'Utique i Domaine Karim.